# 赵景员
赵景员（1917年—2011年），男，直隶（今河北）遵化人，中国物理学家、物理教育家，南开大学教授，曾任中国物理学会常务理事，天津市物理学会理事长。